# Palmyra, New York
Palmyra är en kommun i Wayne County i delstaten New York, USA.